# Karl Amundson

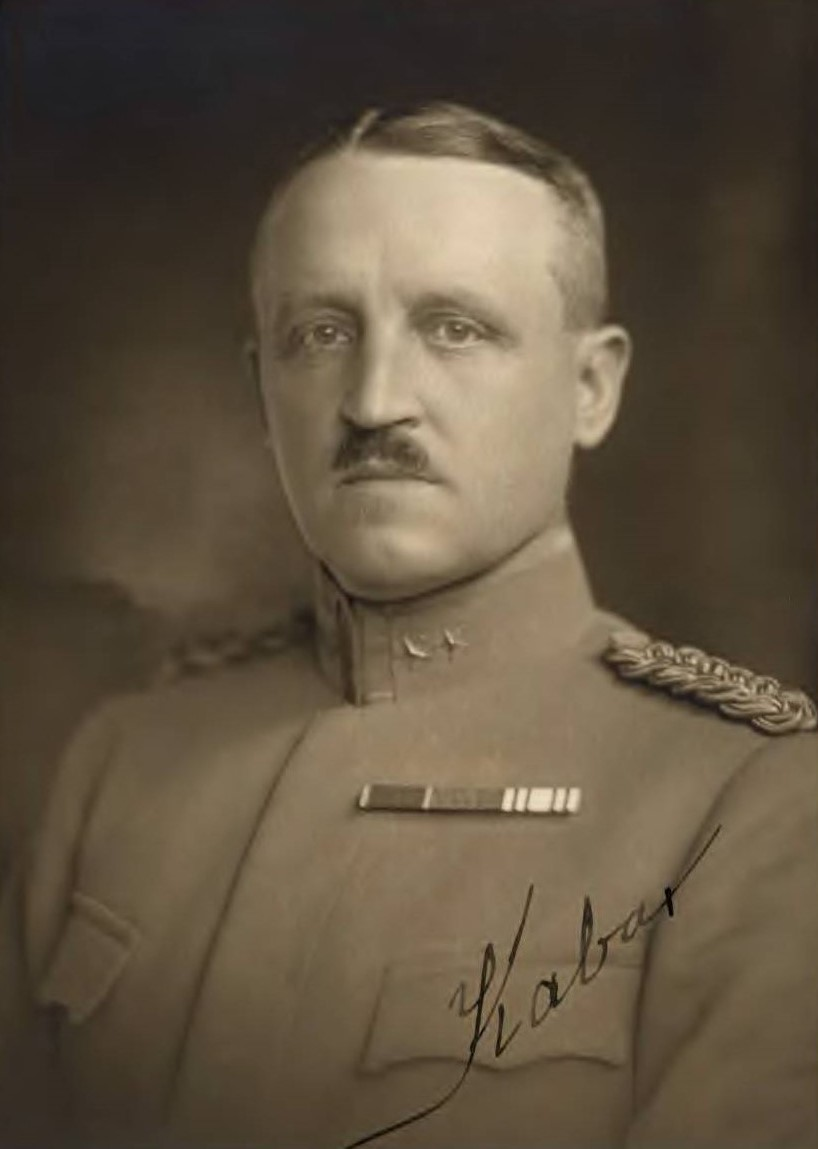
Karl Amundson

Karl Albert Byron Amundson (* 29. November 1873 in Grythattan; † 21. Februar 1938 in Stockholm) war ein schwedischer Generalmajor und erster Kommandeur der schwedischen Luftstreitkräfte.

## Leben
Amundson wurde 1894 Leutnant und 1904 Hauptmann. In den Jahren 1911 bis 1915 war er schwedischer Militärattaché in Paris und 1913 bis 1918 in Brüssel. Er war 1915 bis 1920 sowie 1924 bis 1925 Direktor des Feldtelegraphenkorps und wurde 1924 Oberst, 1926 Generalmajor. Amundson hatte sich bereits 1900 in Paris mit Ballons und Luftsegeln auseinandergesetzt und war in der Folge an der Gründung des schwedischen Luftsportverbandes beteiligt. Aufgrund dieser Vorerfahrungen wurde er 1926 zum ersten Befehlshaber der schwedischen Luftwaffe ernannt.